# Tuntenhausen
Tuntenhausen è un comune tedesco di 6 778 abitanti, situato nel land della Baviera.